# Akinori Iwamura
Pour les articles homonymes, voir Iwamura.
Akinori Iwamura (岩村 明憲, Iwamura Akinori), né le 9 février 1979 à Uwajima (préfecture d'Ehime), est un joueur japonais de baseball évoluant en Ligue majeure de 2007 à 2010. Avec l'équipe du Japon, il remporte les deux premières éditions de la Classique mondiale de baseball (2006 et 2009). Iwamura revient dans le championnat japonais en 2011. 

## Carrière

### Carrière japonaise
Iwamura opère durant toute sa carrière en NPB sous les couleurs des Tokyo Yakult Swallows (1998-2006). Il fait ses débuts en NPB le 19 mai 1998. Durant cette période, son club remporte les Japan Series en 2001. À titre individuel, Iwamura remporte six gants dorés pour ses performances défensives et honore trois sélections au match des étoiles de la NPB (2001, 2004 et 2005).

### Carrière américaine
Iwaumura est transféré chez les Rays de Tampa Bay le 15 décembre 2006. Il prend une part active à la belle saison 2008 des Rays qui s'achève par une défaite en Série mondiale face à Philadelphie. Il frappe pour,273 de moyenne avec un coup de circuit et cinq points produits en séries éliminatoires, et produit un point en cinq matchs lors de la Série mondiale 2008.     
Iwaumura rejoint les Pirates de Pittsburgh le 3 novembre 2009. Il est échangé en retour de Jesse Chavez. Au cours de la saison 2010, il ne frappe que dans une moyenne de,182 en 54 parties. Les Pirates le libèrent de son contrat le 10 septembre.
Le 13 septembre 2010, Iwamura signe avec les Athletics d'Oakland. Il joue 10 parties avec les A's en fin de saison avant d'être libéré de son contrat.

### Retour au Japon
Agent libre à l'issue de la saison 2010, Iwamura revient dans le championnat japonais en 2011. Il s'engage avec les Tohoku Rakuten Golden Eagles. Après deux saisons pour les Eagles, il retourne à son ancien équipe, les Swallows, pour la saison 2013.

### En équipe nationale

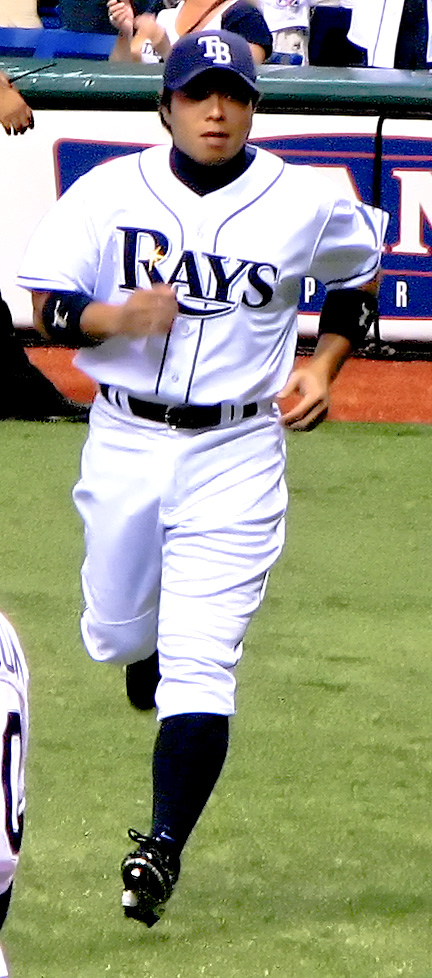
Akinori Iwamura avec les Rays en 2008.

Avec l'équipe du Japon, Iwamura remporte les deux premières éditions de la Classique mondiale de baseball (2006 et 2009). En 2006, il joue six matches du tournoi, pour une moyenne au bâton de 0,389 et trois points produits. En 2009, il prend part à neuf matchs, pour une moyenne au bâton de 0,286 et trois points produits.

## Statistiques
| Saison | Équipe     | G   | AB   | R   | H   | 2B | 3B | HR | RBI | SB | BA    |
| ------ | ---------- | --- | ---- | --- | --- | -- | -- | -- | --- | -- | ----- |
| 2007   | Tampa Bay  | 123 | 491  | 82  | 140 | 21 | 10 | 7  | 34  | 12 | 0,285 |
| 2008   | Tampa Bay  | 152 | 627  | 91  | 172 | 30 | 9  | 6  | 48  | 8  | 0,274 |
| 2009   | Tampa Bay  | 69  | 231  | 28  | 67  | 16 | 2  | 1  | 22  | 9  | 0,290 |
| 2010   | Pittsburgh | 94  | 165  | 18  | 30  | 6  | 1  | 2  | 9   | 3  | 0,292 |
| 2010   | Oakland    | 10  | 31   | 3   | 4   | 1  | 0  | 0  | 4   | 0  | 0,129 |
| Totaux | Totaux     | 408 | 1545 | 222 | 413 | 74 | 22 | 16 | 117 | 32 | .267  |

| Saison | Équipe    | G  | AB | R | H  | 2B | 3B | HR | RBI | SB | BA    |
| ------ | --------- | -- | -- | - | -- | -- | -- | -- | --- | -- | ----- |
| 2008   | Tampa Bay | 16 | 66 | 8 | 18 | 4  | 1  | 1  | 5   | 2  | 0,273 |
| Totaux | Totaux    | 16 | 66 | 8 | 18 | 4  | 1  | 1  | 5   | 2  | 0,273 |

Note : G = Matches joués ; AB = Passages au bâton; R = Points ; H = Coups sûrs ; 2B = Doubles ; 3B = Triples ; 
HR = Coup de circuit ; RBI = Points produits ; SB = Buts volés ; BA = Moyenne au bâton.